# Renfrewshire (circonscription du Parlement d'Écosse)
Avant les Actes d'Union de 1707, les barons comté de Renfrew élisaient des commissaires pour les représenter au Parlement monocaméral d'Écosse et à la Convention des États.
Après 1708, le Renfrewshire a envoyé un membre à la Chambre des communes de Grande-Bretagne.

## Liste des commissaires du comté
- 1593: Sir Patrick Houston de that Ilk
- 1593: Sir John Maxwell de Pollok
- 1612: noms inconnus
- 1617: Sir John Maxwell, 1er Baronnet de Pollok
- 1617: Sir Archibald Stewart de Castlemilk
- 1621: William Semple de Fulwood
- 1633: Patrick Fleming de Barrochan
- 1633, 1661–62: Sir Archibald Stewart de Blackhall
- 1639–41: Sir Patrick Maxwell de Newark
- 1639–41, 1645–47: Sir Ludovic Houston[1],[2]
- 1643: William Cunningham de Craigends
- 1643–44, 1644, 1649, 1667: John Shaw de Greenock[3],[4]
- 1644–45, 1650: John Brisbane de Bishopton
- 1645: Sir John Hamilton de Orbiston
- 1645–47: Sir James Muir de Caldwell
- 1648: Alexander Porterfield
- 1649–50: Sir George Maxwell de Pollok
- 1661: Patrick Houston, fiar[1],[2]
- 1667: Sir Archibald Stewart de Blackhall[5]
- 1669–70: Sir Archibald Stewart de Castlemilk[6]
- 1669–74, 1678, 1681–82: Sir John Shaw de Greenock[3],[4]
- 1681–82, 1685–86: William Hamilton de Orbistoun [7]
- 1685–86, 1702–07: John Houston, le jeune (Sir John à partir de 1696)[1],[2]
- 1689–93, 1695–96, 1698–99: Sir John Maxwell de Pollok (nommé Lord Justice Clerk, 1699)[8]
- 1689–95: William Coningham de Craigends (expulsé)[9]
- 1690–98: John Caldwell (décédé vers 1700)[9]
- 1700-02: Alexander Porterfield[9]
- 1700–01, 1702–04: John Stewart, jeune de Blackhall [5]
- 1700–02, 1702–07: Sir Robert Pollok de that Ilk[10]